# Museo del Estado de Pernambuco
El Museo del Estado de Pernambuco (MEPE) (en portugués, Museu do Estado de Pernambuco) es un museo de arte e historia local en Recife, Pernambuco, Brasil. Está albergado en una mansión del siglo XIX en la avenida Rui Barbosa de Recife. El museo se abrió al público en 1929.

## Colección
El museo tiene una colección de más de 12.000 obras de arte que permite al visitante aprender sobre la historia local. La colección alberga obras de arte como cuadros de la época colonial brasileña, al periodo de la invasión holandesa entre 1630 y 1654, hasta obras más recientes de los siglos XX y XXI.
Periódicamente el museo organiza el "Salón de Arte Contemporáneo de Pernambuco" (Salão de Arte Contemporânea de Pernambuco). El museo selecciona artistas emergentes que representan tendencias locales en el mundo artístico y creativo de la región.

## Galería

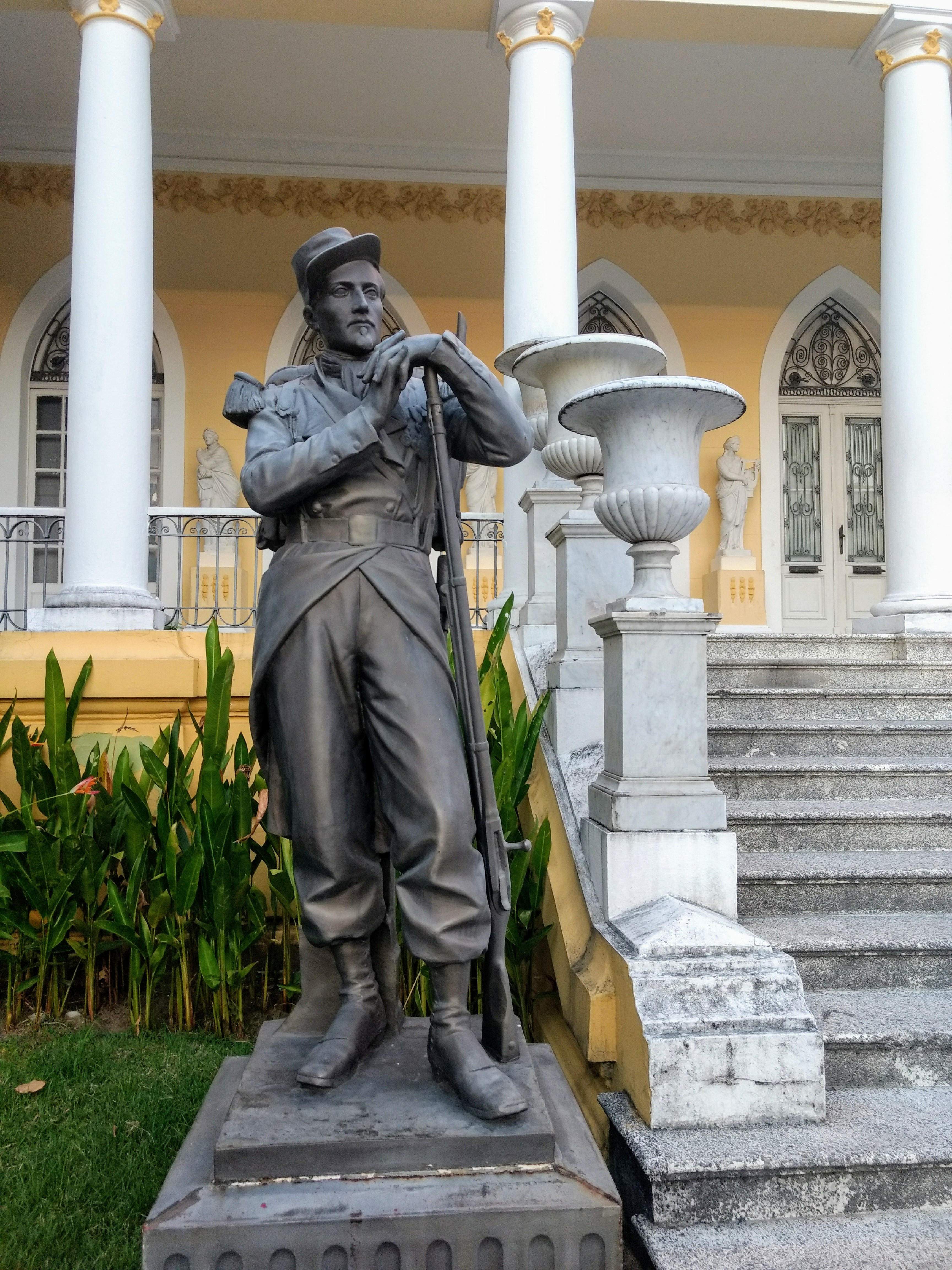
Escultura de un soldado al lado de la escalera principal del museo.
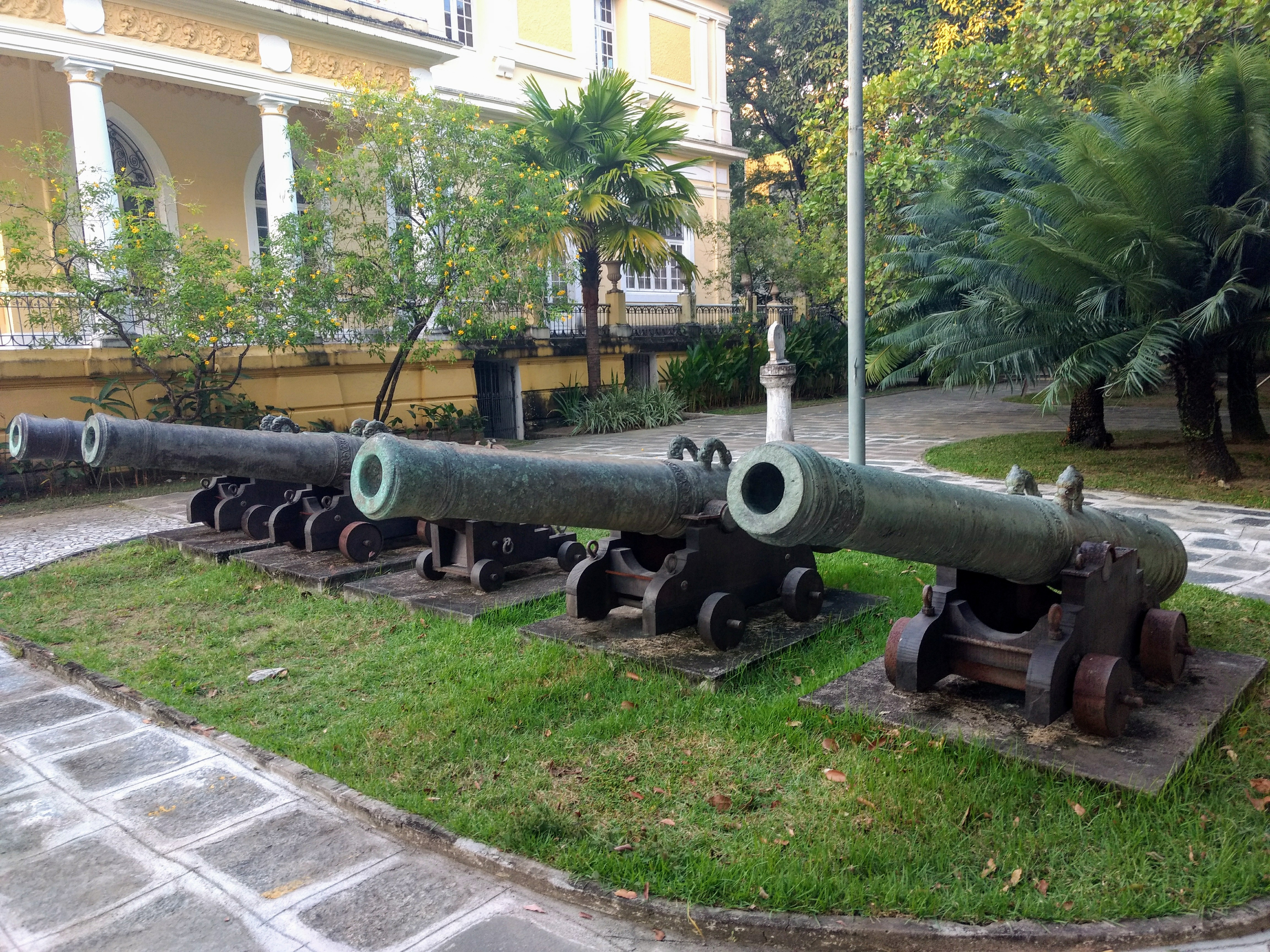
Jardín del museo.
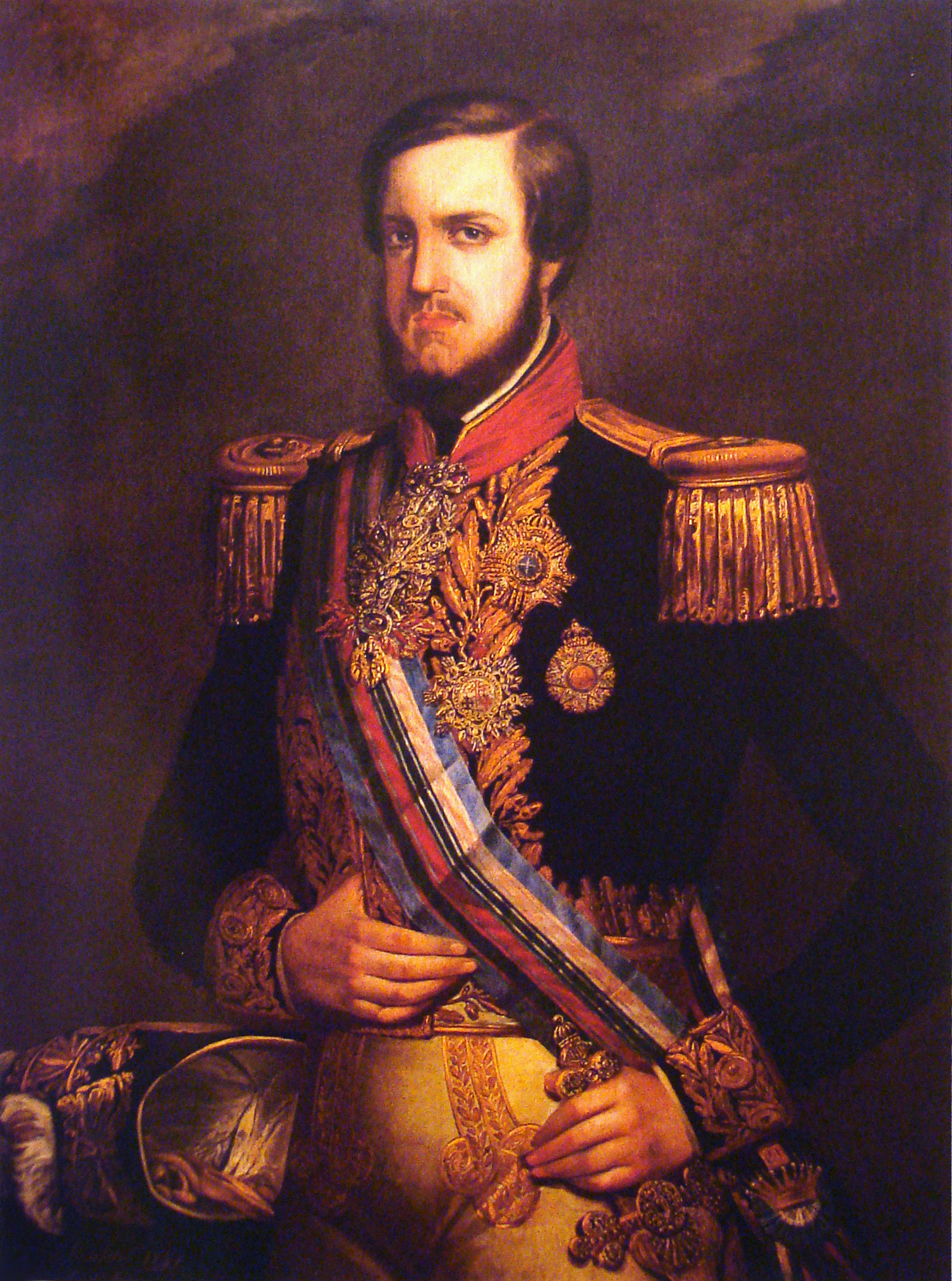
Maximiano Mafra, Retrato de don Pedro II, 1851.